# Joaquín Mir Trinxet
Joaquín Mir y Trinxet, in catalano, Joaquim Mir i Trinxet (Barcellona, 6 gennaio 1873 – Barcellona, 27 aprile 1940), è stato un pittore spagnolo.

## Biografia
Studiò nell'Escola de la Llotja, così come nello studio del pittore Luis Graner. Nel 1893 costituì la Colla del Safrà insieme ad altri artisti quali Isidro Nonell, Ricard Canals, Ramón Pichot, Julio Vallmitjana e Adrià Gual. Negli ultimi anni del secolo allacciò rapporti con l'ambiente artistico che frequentava il caffè Els Quatre Gats. Nel 1901 fu a Maiorca con Santiago Rusiñol, installandosi in La Calobra.
Qui realizzò alcuni dei suoi dipinti migliori, pieni di colore, ma meno popolari, dedicandosi in questo periodo ai dipinti murali che realizzò per la casa di suo zio, il mecenate Avelino Trinxet Casas, di Barcellona, grande industriale tessile, titolare della Casa Trinxet, il cui architetto fu Josep Puig i Cadafalch.
Nel 1903 si trasferì, per motivi di salute, a Reus, ove dipinse paesaggi di L'Aleixar e Maspujols dal 1906. A partire da questo periodo, la sua opera è più riconoscibile. Nel 1913 si trasferì, per motivi famigliari, a Mollet del Vallès e nel 1918 a Caldes de Montbui. Nel 1921 si sposò e s'i trasferì a Vilanova i la Geltrú.
Nel 1930 ricevette una medaglia d'onore per il complesso delle sue opere.
È considerato il massimo esponente del post-modernismo, con uno stile dinamico di gran colore ed espressività.
Il suo fondo personale è oggi conservato nella Biblioteca de Catalunya.

## Opere
- El huerto de la ermita, seconda medaglia all'Esposizione Nazionale del 1899.
- Crepúsculo.
- La cala encantada.
- Pueblo escalonado, conservato nel MNAC.
- Las Comparsas (1925), conservato nella Biblioteca Museo Víctor Balaguer.
- Vista de Vilanova i la Geltrú desde la Collada (1925), conservato nella Biblioteca Museo Víctor Balaguer.